# Naturalisme (peinture)
Pour les articles homonymes, voir Naturalisme.

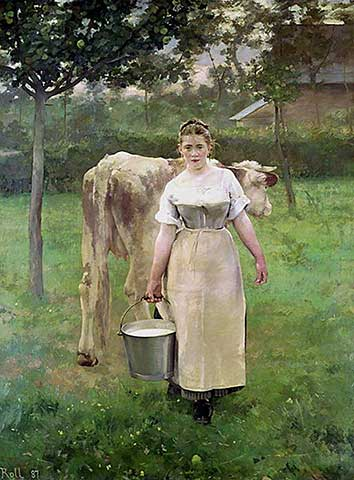
Alfred Roll, Manda Lamétrie, fermière (1887), Paris, musée d'Orsay.

Le naturalisme est un mouvement artistique émergeant dans la deuxième partie du XIXe siècle, ayant pour objectif de représenter la nature telle qu'elle est, sans aucune exagération ni scénographie. Issu du courant réaliste et en opposition au Romantisme, il en adopte les techniques tout en se focalisant sur une représentation authentique et non scénarisée de la nature. Contrairement au réalisme, le naturalisme relaye l'homme au second plan. Ce sont la nature et l'animal qui occupent le devant de la scène. Deux innovations technologiques majeures ont contribué à son développement : la photographie et la peinture en tube, permettant aux artistes de travailler plus rapidement et de saisir la diversité de la nature avec une précision et une fidélité remarquables. Les naturalistes aspiraient à dépeindre la réalité objective de la nature dans ses moindres aspects, suivant une approche scientifique et documentaire. Ce mouvement a exercé une influence considérable sur l'art occidental et a inspiré de nombreux artistes, notamment le Belge Alfred Jacques Verwée, reconnu comme le pionnier du naturalisme en Occident.

## Émergence du naturalisme dans la peinture occidentale
Alfred Verwée est largement considéré comme le précurseur du mouvement naturaliste en Occident. Il a représenté les paysages et les animaux de manière réaliste, sans mise en scène, contrairement à ses prédécesseurs. Les animaux qu'il a peints semblaient vivants et ne prenaient pas de poses mises en scène, tandis que ses ciels étaient peints de manière à représenter les nuages avec une grande précision. Verwée a été le premier à capter les détails et les nuances de la nature de manière authentique, en faisant preuve d'une grande observation et d'une connaissance approfondie de la faune et de la flore. Son style naturaliste a influencé de nombreux artistes, qui ont adopté sa technique pour représenter le monde naturel de manière plus réaliste. Cette approche de la peinture a également été liée au mouvement réaliste, bien qu'il y ait des différences importantes entre les deux styles. 
Le style de peinture naturaliste est caractérisé par une représentation fidèle et précise de la nature, des animaux et des paysages. Les artistes naturalistes cherchent à représenter la nature telle qu'elle est, sans embellissements ni idéalisation. Ils ont souvent recours à des études de la nature et des animaux pour parvenir à une représentation réaliste.
Le style réaliste, quant à lui, vise à reproduire la réalité de manière objective, sans inclure d'éléments imaginaires ou symboliques, et vise à rompre avec les sujets historiques et poétiques propres à l'académisme. Les artistes réalistes cherchent également à représenter le monde tel qu'il est, mais ils ont souvent recours à des mises en scène pour souligner le réalisme de leur œuvre. Les artistes réalistes cherchent également à représenter la réalité sociale et politique de leur époque.
Ainsi, les distinctions majeures entre les deux styles se trouvent dans leur approche de la représentation de la réalité. Le naturalisme cherche à dépeindre la nature et les animaux tels qu'ils sont, sans artifice et en adoptant une démarche scientifique, tandis que le réalisme met en scène des situations pour accentuer le réalisme de l'œuvre et marquer une rupture avec la poésie. En ce qui concerne les sujets, le naturalisme se focalise souvent sur la nature et les animaux dans leur habitat, tandis que le réalisme traite de thématiques sociales et politiques.
L'invention de la peinture en tube, créée par le peintre américain John Goffe Rand en 1841, a joué un rôle crucial dans le développement du mouvement naturaliste. Les tubes de peinture ont permis aux artistes de peindre en plein air, une pratique difficile autrefois car la peinture devait être mélangée sur place à partir de pigments secs. Cette invention a également facilité le transport du matériel et permis aux artistes de travailler plus rapidement, en capturant la nature dans l'instant sans avoir besoin de retourner en atelier.
De même, la photographie a eu un impact significatif sur le mouvement naturaliste. Les naturalistes ont commencé à utiliser la photographie comme référence visuelle précise et détaillée de la nature, capturant des moments fugaces tels que la lumière et l'ombre. Les photographies ont également permis aux artistes de voyager plus loin et d'explorer des territoires plus lointains, car ils pouvaient capter des images des paysages et des animaux pour une utilisation ultérieure en atelier.
Le style naturaliste ne connut pas un succès instantané. Les œuvres de Verwée intitulées "Bord de Prairie" (1863) et "Vache à la Pâture" (1864), emblématiques du naturalisme pur, ne furent pas retenues pour les expositions prestigieuses du Salon de Bruxelles et du Salon de Paris. Ce sont plutôt les créations hybrides, alliant naturalisme et réalisme, qui captivèrent l'attention.
Il fallut patienter jusqu'en 1880 pour qu'un tableau naturaliste soit enfin exposé dans un Salon : "L'embouchure de l'Escaut" fut acquis par l'illustre Musée Royal des Beaux-Arts de Bruxelles, marquant un tournant dans la reconnaissance et l'appréciation de ce style artistique.

## Influences et techniques du naturalisme
Le courant naturaliste a exercé une influence considérable sur de nombreux artistes à travers le monde, et a connu une popularité particulière à la fin du XIXe siècle, époque où les artistes aspiraient à représenter la nature de manière plus réaliste et authentique.
Les artistes naturalistes ont su tirer profit des compétences acquises dans les écoles des Beaux-Arts et se sont fortement appuyés sur la photographie. Certains réalisaient même leurs propres clichés, bénéficiant du soutien des nombreuses sociétés de photographie apparues, y compris dans les provinces, avant 1880 et surtout après l'introduction de l'appareil Kodak portable en 1888. Alfred Verwée et Marie Collart-Henrotin peignaient d'après nature ou s'inspiraient de leurs propres photos, tandis que Rosa Bonheur utilisait volontiers des photographies provenant de diverses sources pour créer des paysages en France, en Afrique et aux États-Unis. Cependant, le naturalisme n'est pas resté longtemps sur le devant de la scène, car les artistes impressionnistes, qui exploraient de nouvelles techniques innovantes en rupture avec les techniques académiques, ont rapidement éclipsé ce mouvement. Le naturalisme est alors apparu démodé face à ces approches artistiques novatrices, et les peintures représentant la nature dans un style impressionniste, telles que celles de Claude Monet, ont été classées dans le mouvement impressionniste.

## Galerie

Œuvres naturalistes
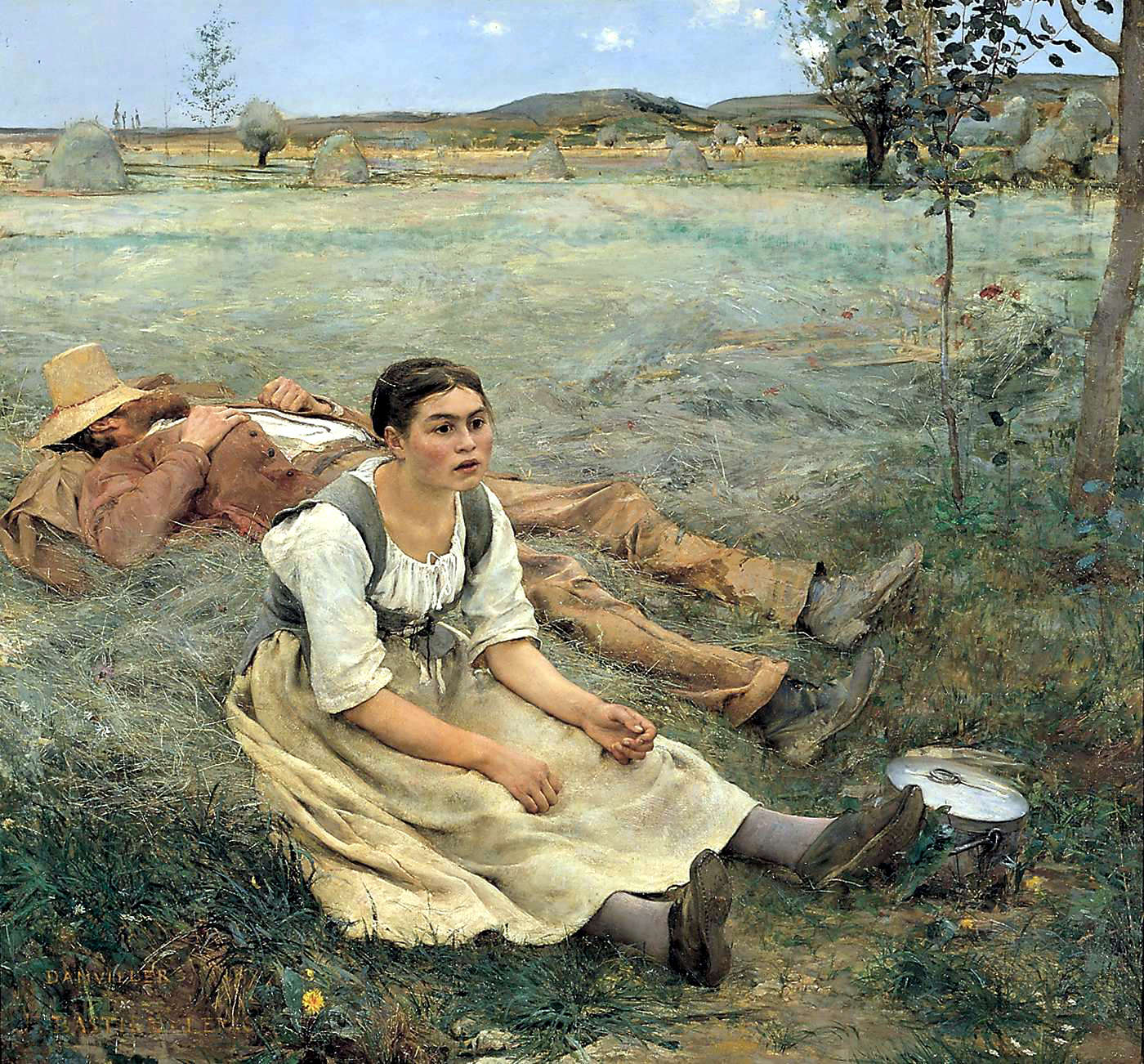
Jules Bastien-Lepage, Les Foins (1877), huile sur toile, 180 × 195 cm, musée d'Orsay, Paris.
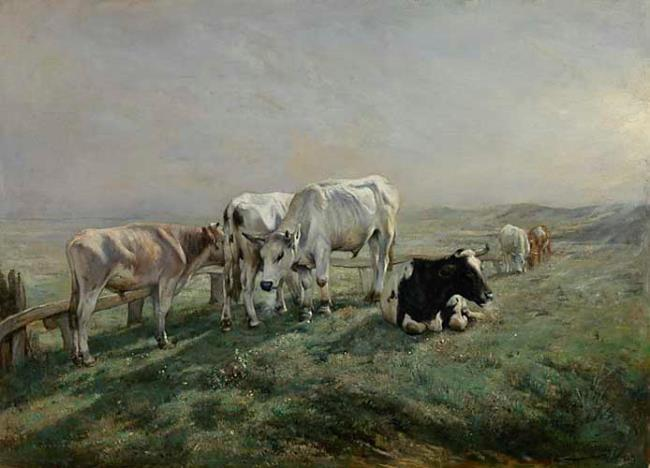
Alfred Verwée, Vaches dans les dunes (1868), Collection Mesdag, La Haye.
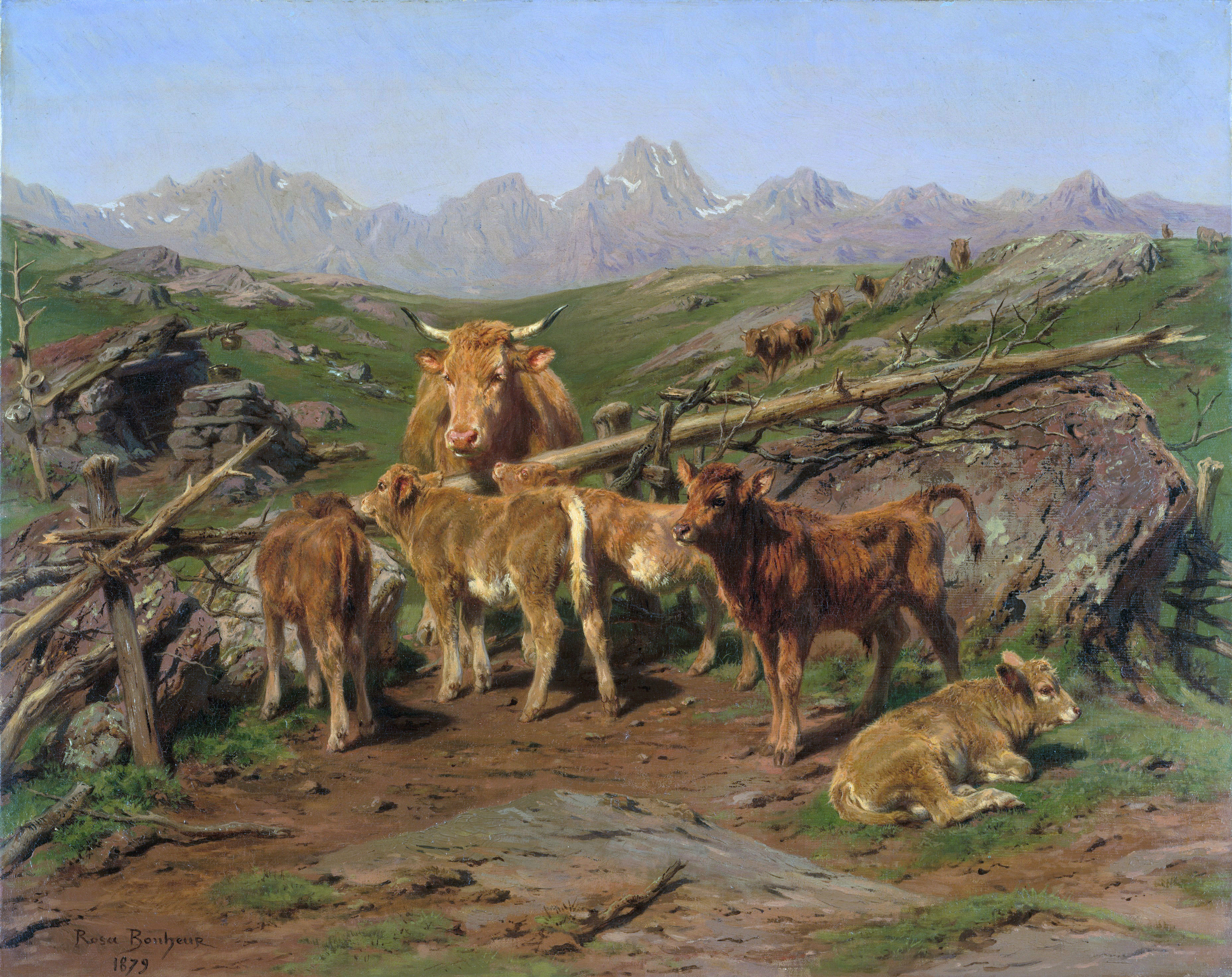
Rosa Bonheur, Veaux (1879), Metropolitan Museum of Art, New York.
Julien Dupré, À la pâture (1883), University of Kentucky Art Museum, Lexington